# Ćwiczenie koncentracji
Ćwiczenie koncentracji (inaczej: trening uwagi, trening koncentracji) – wielokrotne powtarzanie czynności poprawiających umiejętność skupienia i podtrzymywania uwagi na określonym przedmiocie, zjawisku, wydarzeniu, sytuacji itp. Ułatwia naukę selekcjonowania bodźców z otoczenia i koncentracji na tych, które w danej chwili są interesujące. Umożliwia skuteczne działanie wielozadaniowe, sprzyja poprawie zdolności przetwarzania tylko tych informacji, które są istotne z punktu widzenia wybranego celu. Koncentracja uwagi jest konieczna dla trwałego zapamiętywania. Ćwiczenia koncentracji przynoszą najlepsze efekty w połączeniu z zapewnieniem organizmowi odpowiedniej ilości snu, spokoju i wypoczynku.

## Zastosowanie w terapii i rehabilitacji
Trening koncentracji jest skutecznym narzędziem terapeutycznym w leczeniu dysfunkcji uwagi, towarzyszącej np.:
- ADHD (deficyt uwagi);
- autyzmowi (nadmierna koncentracja na jednym aspekcie rzeczywistości z pomięciem pozostałych);
- udarowi mózgu (jako powikłanie po udarze).

Jako uznana metoda niefarmakologiczna, stanowi element rehabilitacji neuropsychologicznej.

## Zastosowanie u osób zdrowych
Regularne ćwiczenie uwagi pomaga osobom zdrowym w sprawnym, efektywnym i szybkim wykonywaniu codziennych czynności, w nauce i pracy. Dobra umiejętność koncentracji jest kluczowa w większości dyscyplin sportowych, przy dokonywaniu analizy wybranego zagadnienia, w nauce nowych umiejętności i informacji, w zapamiętywaniu oraz przeprowadzaniu skomplikowanych zabiegów i czynności.

## Komputerowe ćwiczenia koncentracji
W terapii pacjentów często wykorzystywany jest komputerowy trening uwagi, a zwłaszcza umysłowe gry edukacyjne, w tym zabawy i gry dostępne online. Ćwiczenie uwagi z wykorzystaniem komputerowej zabawy jest zwłaszcza wskazane dla dzieci, z uwagi na atrakcyjność tej metody (zaciekawienie i przyjemność są bodźcami stymulującymi świadome procesy uwagi).